# Brian McMahon
Robert Brian McMahon (ur. 24 lipca 1961 w Toronto) – kanadyjski wioślarz, sternik. Złoty medalista olimpijski z Los Angeles.
Zawody w 1984 były jego pierwszymi igrzyskami olimpijskimi. Złoty medal zdobył, pod nieobecność sportowców z części Bloku Wschodniego, w ósemce. Osadę tworzyli ponadto Blair Horn, Dean Crawford, J. Michael Evans, Paul Steele, Grant Main, Mark Evans, Kevin Neufeld i Pat Turner. Brał udział w mistrzostwach świata w 1983, 1985, 1986 i 1987 oraz w igrzyskach w 1988 (szóste miejsce w ósemce)